# Nicholas Lea
Nicholas Lea (născut Nicholas Christopher Herbert; n. 22 iunie 1962, New Westminster⁠(d), British Columbia, Canada) este un actor canadian cunoscut pentru interpretarea personajului Alex Krycek⁠(d) în serialul de televiziune american Dosarele X. De asemenea, l-a interpretat pe Tom Foss în serialul Kyle XY.

## Biografie
Lea s-a născut în New Westminster⁠(d), Columbia Britanică. A urmat cursurile Prince of Wales Secondary School⁠(d) și a absolvit în 1980.
Primul său rol important a fost în serialul The Commish⁠(d) , având rolul ofițerului Enrico Caruso din 1991 până în 1994. În aceeași perioadă, a avut un rol minor în episodul „Gender Bender⁠(d)” din sezonul 1 al serialului Dosarele X. Producătorii au fost impresionați de interpretarea sa, iar când s-a prezentat la casting pentru agentul FBI Alex Krycek⁠(d) în timpul celui de-al doilea sezon, a obținut rolul.
Lea a apărut în unsprezece episoade din 1994 până în 1996, iar personajul a devenit popular în rândul fanilor serialului. Acesta a fost caracterizat în mediul online drept „ratboy”. În episodul „Apocrypha⁠(d)” din sezonul 3⁠(d),  Krycek a fost lăsat să moară lângă o navă extraterestră într-un siloz de rachete abandonat. Lea a fost protagonistul serialului Once a Thief⁠(d) alături de Ivan Sergei⁠(d); acesta a fost anulat după un sezon.
Lea a jucat împreună cu Lau Ching-Wan⁠(d), Theresa Lee⁠(d) și Bif Naked⁠(d) în filmul Lunch with Charles⁠(d) în 2001.
În 2006, Lea a apărut în rolul lui Tom Foss în serialul Kyle XY (26 de episoade) al canalului de televiziune ABC Family și a fost unul dintre actorii principali din serialul canadian Whistler⁠(d). Nu a revenit însă pentru al doilea sezon.
A avut roluri în seriale precum NYPD Blue⁠(d) (3 episoade), Andromeda, Burn Notice⁠(d), Călătorii în lumi paralele, Highlander: The Series, Judging Amy⁠(d), CSI – Crime și Investigații (4 episoade) și Men in Trees⁠(d) (10 episoade). Nicholas a jucat și în remake-ul serialului științifico-fantastic Vizitatorii. De asemenea, este membru al consiliului de administrație al Lyric School of Acting din Vancouver.
Lea a apărut în filmul Guido Superstar: The Rise of Guido alături de Silvio Pollio, John Cassini⁠(d), Terry Chen⁠(d) și Michael Eklund⁠(d). Filmul a fost proiectat la Festivalul Internațional de Film de la Vancouver din 2010. În 2012, l-a interpretat pe Eliot Ness⁠(d), fondatorul grupului The Untouchables⁠(d), în episodul „Time after Time” din serialul Supernatural. Lea a avut un rol minor în Arrow , interpretând personajul Mark Francis⁠(d) în trei episoade.

## Filmografie

### Filme
| An   | Titlu                               | Rol                         | Note              |
| ---- | ----------------------------------- | --------------------------- | ----------------- |
| 1989 | American Boyfriends                 | Ron                         |                   |
| 1990 | Xtro II: The Second Encounter       | Baines                      |                   |
| 1993 | From Pig to Oblivion                |                             | Scurtmetraj       |
| 1994 | The Raffle                          | David Lake                  |                   |
| 1995 | Bad Company                         | Jake                        |                   |
| 2000 | Vertical Limit                      | Tom McLaren                 |                   |
| 2001 | Lunch with Charles                  | Matthew                     |                   |
| 2001 | The Impossible Elephant             | Steven Harris               |                   |
| 2001 | A Shot in the Face                  | The Robber                  |                   |
| 2002 | Ignition                            | Peter Scanlon               |                   |
| 2003 | Threshold                           | Dr. Jerome 'Geronimo' Horne |                   |
| 2003 | Moving Malcolm                      | Herbert                     |                   |
| 2003 | See Grace Fly                       | Grace - mascul              | Voce              |
| 2005 | Chaos                               | Detectivul Vincent Durano   |                   |
| 2007 | Butterfly on a Wheel                | Jerry Crane                 |                   |
| 2007 | American Venus                      | Dougie                      |                   |
| 2007 | Hastings Street                     | Charlie                     | Voce, scurtmetraj |
| 2008 | Vice                                | Jenkins                     |                   |
| 2008 | Crime                               | Varsity Coach               |                   |
| 2008 | Mothers & Daughters                 | Nicholas                    |                   |
| 2009 | Dancing Trees                       | Detectivul Velez            |                   |
| 2009 | Unspoken Rules                      | Narator                     |                   |
| 2009 | Excited                             | Skidder                     |                   |
| 2010 | Guido Superstar: The Rise of Guido  | Mr. Other Guy               |                   |
| 2012 | Crimes of Mike Recket               | Mike Recket                 |                   |
| 2017 | Before I Fall                       | Dan Kingston                |                   |
| 2018 | The Bletchley Circle: San Francisco | George Mason                |                   |
| 2018 | The Lie                             | Detectivul Rodney Barnes    |                   |

### Televiziune
| An        | Titlu                                 | Rol                              | Note                                        |
| --------- | ------------------------------------- | -------------------------------- | ------------------------------------------- |
| 1991–1994 | The Commish                           | Ricky Caruso                     | 33 de episoade                              |
| 1993      | Madison                               | Jack                             | 1 episod                                    |
| 1993      | The Hat Squad                         | Brett Halsey                     | 1 episod                                    |
| 1993      | North of 60                           | Sublocotenent Lloyd Hillard      | 1 episod                                    |
| 1994      | Robin's Hoods                         | Loren Faber                      | 1 episod                                    |
| 1994–1996 | Highlander: The Series                | Cory Raines / Rodney Lange       | 2 episoade                                  |
| 1994–2002 | The X Files                           | Michel / Alex Krycek             | 24 de episoade                              |
| 1995      | The Marshal                           | Ray Turner                       | Episod pilot                                |
| 1995      | Jake and the Kid                      | Tony Edwards / Mack Smith        | 1 episod                                    |
| 1995–1996 | Sliders                               | Ryan Simms                       | 2 episoade                                  |
| 1996      | Lonesome Dove: The Outlaw Years       | Tom Andrews                      | 1 episod                                    |
| 1996      | Once a Thief                          | Victor Mansfield                 | Film de televiziune                         |
| 1996      | The Burning Zone                      | Philip Padgett                   | 1 episod                                    |
| 1996–1998 | Once a Thief                          | Victor Mansfield                 | Rol principal                               |
| 1997      | Once a Thief: Brother Against Brother | Victor Mansfield                 | Film de televiziune                         |
| 1997      | Moloney                               | Anson Greene                     | 1 episod                                    |
| 1997      | Their Second Chance                   | Roy                              | Film de televiziune                         |
| 1998      | Once a Thief: Family Business         | Victor Mansfield                 | Film de televiziune                         |
| 1998–1999 | The Outer Limits                      | Jacob Hardy / Mac 27             | 2 episoade                                  |
| 2000      | Kiss Tomorrow Goodbye                 | Dustin Yarma                     | Film de televiziune                         |
| 2001      | Earth Angels                          | Maximillian                      | Film de televiziune                         |
| 2002      | NYPD Blue                             | Frank Colohan                    | 3 episoade                                  |
| 2002      | The Investigation                     | Les Forsythe                     | Film de televiziune                         |
| 2003–2004 | Andromeda                             | Tri-Lorn                         | 4 episoade                                  |
| 2004      | Judging Amy                           | Vincent Canello                  | 1 episod                                    |
| 2004      | CSI: Crime Scene Investigation        | Chris Bezich                     | 4 episoade                                  |
| 2005      | Deadly Isolation                      | Patrick Carlson / Jeff Watkins   | Film de televiziune                         |
| 2005      | Category 7: The End of the World      | Monty                            | Film de televiziune                         |
| 2006      | Whistler                              | Ethan McKaye                     | 13 episoade                                 |
| 2006–2009 | Kyle XY                               | Tom Foss                         | 26 de episoade                              |
| 2007      | Drive                                 | Mr. Bright                       | Episod pilot nedifuzat                      |
| 2007–2008 | Men in Trees                          | Eric                             | 10 episoade                                 |
| 2009      | Burn Notice                           | Quinn Luna                       | 1 episod                                    |
| 2009      | Without a Trace                       | Raymond Walsh                    | 1 episod                                    |
| 2010      | CSI: Miami                            | Donald Newhouse                  | 1 episod                                    |
| 2010–2011 | V                                     | Joe Evans                        | 5 episoade                                  |
| 2011      | Obsession                             | Sebastian Craig                  | Film de televiziune                         |
| 2012      | Once Upon a Time                      | The Woodcutter / Michael Tillman | 1 episod                                    |
| 2012      | The Philadelphia Experiment           | Bill Gardner                     | Film de televiziune                         |
| 2012–2013 | Continuum                             | Agentul Gardiner                 | 8 episoade                                  |
| 2012      | Supernatural                          | Eliot Ness                       | 1 episod                                    |
| 2013      | King & Maxwell                        | Theo Bancroft                    | 1 episod                                    |
| 2013      | The Killing                           | Dale Daniel Shannon              | 5 episoade                                  |
| 2014      | Arrow                                 | Mark Francis                     | 3 episoade                                  |
| 2015      | Unveiled                              | Bill                             | Film de televiziune                         |
| 2019      | The Twilight Zone                     | Căpitanul Donner                 | Episodul: „Nightmare at 30,000 Feet”        |
| 2019      | The InBetween                         | Jace Gray                        | Episodul: „While The Song Remains The Same” |
| 2020-2021 | The Stand                             | Norris                           | 5 episoade                                  |

### Jocuri video
- Guido Superstar: The Rise of Guido (2010) (post-producție) - Mr. Other Guy
- The X-Files: Resist or Serve (2004) (voce și fizionomie) - Alex Krycek